# Carpiscula
Genre
Carpiscula est un genre de mollusques gastéropodes de la famille des Ovulidae. 

## Liste d'espèces
Selon World Register of Marine Species (30 septembre 2017) :
- Carpiscula bullata (G. B. Sowerby II in A. Adams & Reeve, 1848)
- Carpiscula galearis Cate, 1973
- Carpiscula procera Fehse, 2009
- Carpiscula virginiae Lorenz & Fehse, 2009